# (3102) Крок
(3102) Крок (словац. Krok) — небольшой околоземный астероид из группы Амура (III), который характеризуется крайне медленным вращением вокруг своей оси и принадлежит к светлому спектральному классу S. Он был открыт 21 августа 1981 года словацким астрономом Ладиславом Брожеком в обсерватории Клеть и назван в честь мифического славянского князя Крока, основателя Кракова и основоположника династии чешских королей.

Орбита астероида Крок и его положение в Солнечной системе
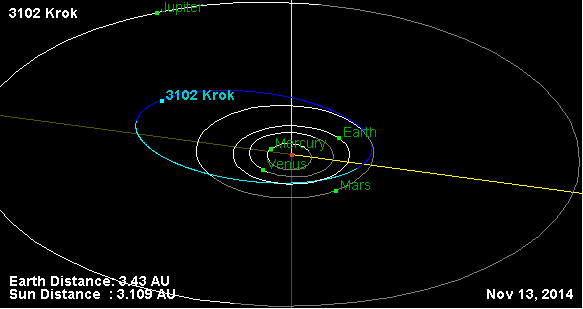
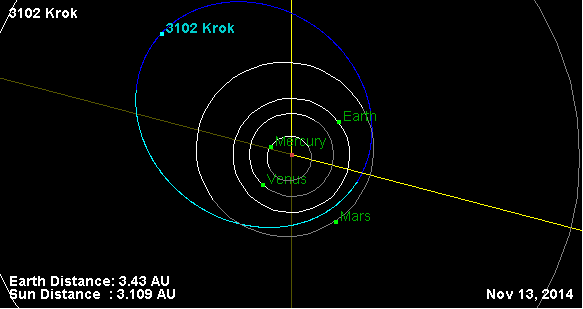